# Freek van der Lee

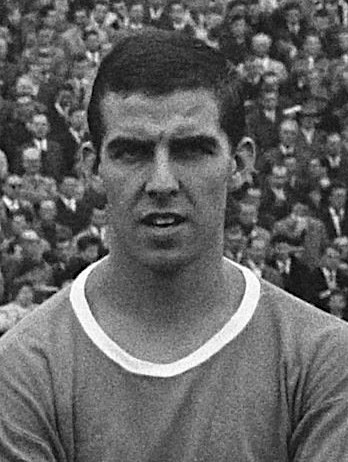
Freek van der Lee (1963)

Freek van der Lee (Rotterdam, 8 augustus 1935 – 6 februari 2020) was een Nederlands voetballer die als verdediger speelde.
Van der Lee speelde vanaf zijn tiende bij Xerxes en vanaf 1953 in een succesvol team met onder andere Coen Moulijn, Jan Villerius, Ad Verhoeven en Pim Visser. In 1957 werd hij door Sparta gecontracteerd. Met Sparta won hij de KNVB Beker in 1958 en 1962 en werd hij in 1959 landskampioen. In 1963 stapte hij over naar ADO.  Hij speelde in 1967 in de Verenigde Staten bij de San Francisco Golden Gate Gales, onder welke naam ADO deelnam aan de United Soccer Association. In 1968 werd zijn contract bij ADO, waar hij inmiddels in het tweede elftal speelde, niet verlengd en hierna speelde Van der Lee nog voor de amateurs van HOV in de tweede klasse.
Bij HOV begon Van der Lee als technisch begeleider en vanaf 1972 als hoofdtrainer. Vervolgens was hij trainer van RSV HION (1974-1976), RFC (1976-1978), Neptunus (1978-1981) en VV Spijkenisse (1981-1983).